# OLT Express
OLT Express Poland (ICOA: YAP) foi uma companhia aérea charter polonesa, anteriormente conhecida como Yes Airways. Em 31 de julho de 2012, suspendeu todos os serviços fretados, menos de uma semana depois que a companhia aérea irmã OLT Express Regional cancelou todos os seus serviços. Os clientes presos voltavam para casa em serviços LOT. Todas as aeronaves arrendadas foram retomadas pelos locadores e até mesmo alguns pilotos de arrendamento com tripulação foram devolvidos às companhias aéreas de seus empregadores. Sua companhia aérea irmã, OLT Express Regional (ICOA: JEA), entrou com pedido de falência em 27 de julho de 2012 após sua licença ter sido suspensa pela Autoridade de Aviação Polonesa.

## História
A Yes Airways foi fundada em 2009 e estava sediada em Varsóvia. Ele iniciou suas operações no final de abril de 2011. Voou de aeroportos regionais na Polônia em nome de operadoras de turismo e foi a primeira companhia aérea polonesa a ter aeronaves Airbus em sua frota. No início de 2012, a YES Airlines foi rebatizada como OLT Express Poland por seus novos proprietários, Amber Gold, que também controlava a OLT Express Germany e a OLT Express Regional. O hub principal da companhia aérea estava localizado no Aeroporto Chopin de Varsóvia.
Em 31 de julho de 2012, a OLT Express Poland seguiu sua irmã companhia aérea OLT Express Regional na suspensão de todos os serviços. Todas as aeronaves arrendadas foram devolvidas aos seus proprietários. A terceira empresa irmã, OLT Express Germany, anunciou que está procurando um investidor externo para apoiar as operações e financiar a aquisição da Contact Air anunciada anteriormente.

## Frota

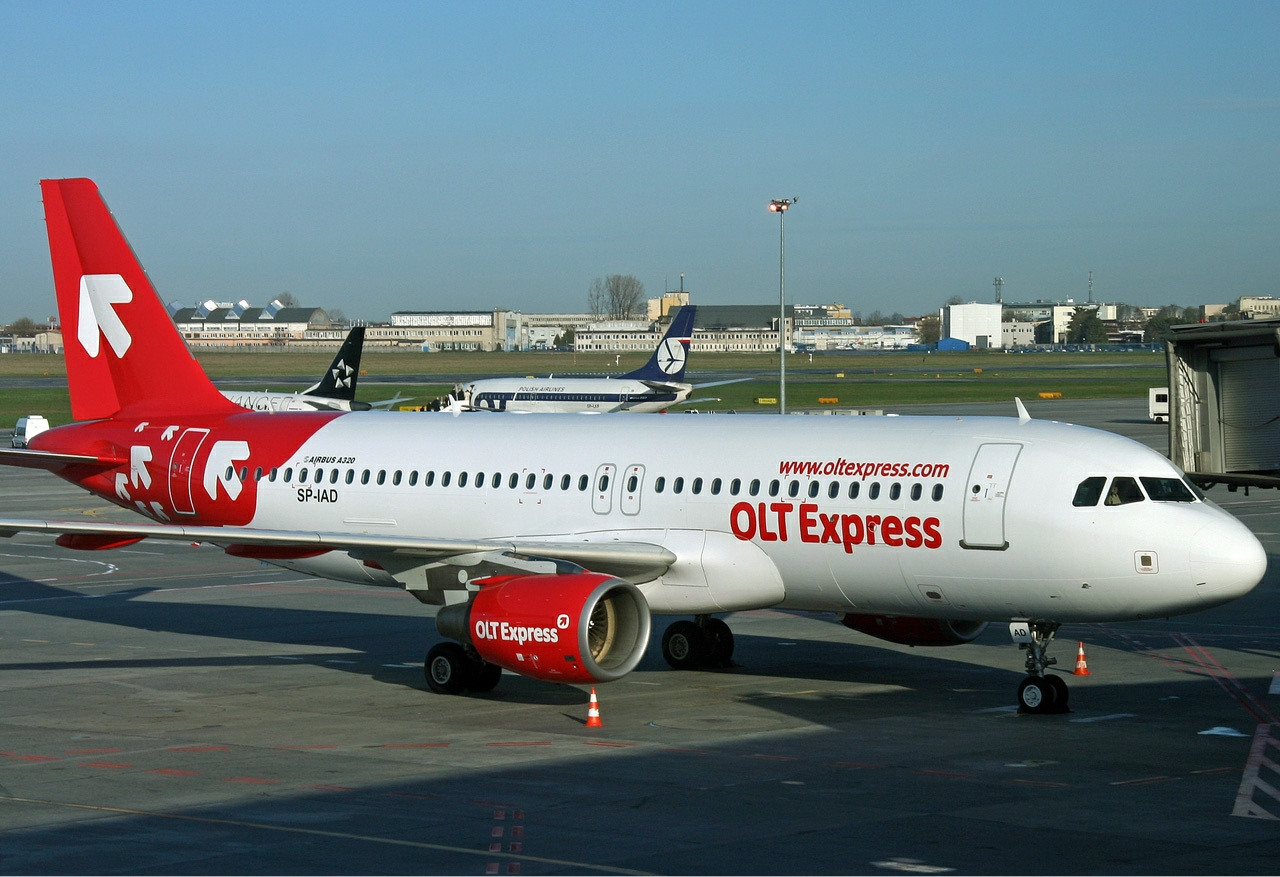
Um Airbus A320-214 da OLT Express em 2012

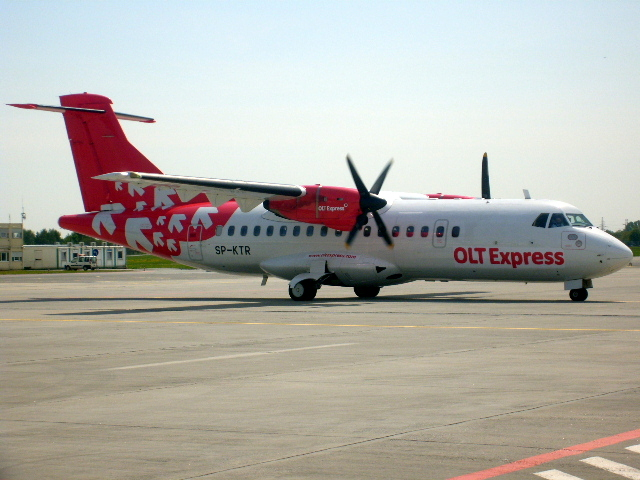
Um ATR 42-300 da OLT Express em 2012

No dia em que a OLT Express cessou suas operações, sua frota consistia nas seguintes aeronaves (julho de 2012):
| Aeronaves       | Em serviço | Ordens | Passageiros | Notas |
| --------------- | ---------- | ------ | ----------- | ----- |
| Airbus A319-100 | 2          | –      | 156         |       |
| Airbus A320-200 | 9          | –      | 180         |       |
| ATR 72-200      | 2          | –      | 68          |       |
| ATR 42-300      | 2          | –      | 48          |       |
| Total           | 15         | 0      |             |       |